# Dichorisandra reginae
Dichorisandra reginae är en himmelsblomsväxtart som först beskrevs av Lucien Linden och Émile Rodigas, och fick sitt nu gällande namn av Harold Emery Moore. Dichorisandra reginae ingår i släktet Dichorisandra och familjen himmelsblomsväxter.
Artens utbredningsområde är Peru. Inga underarter finns listade.

## Bildgalleri

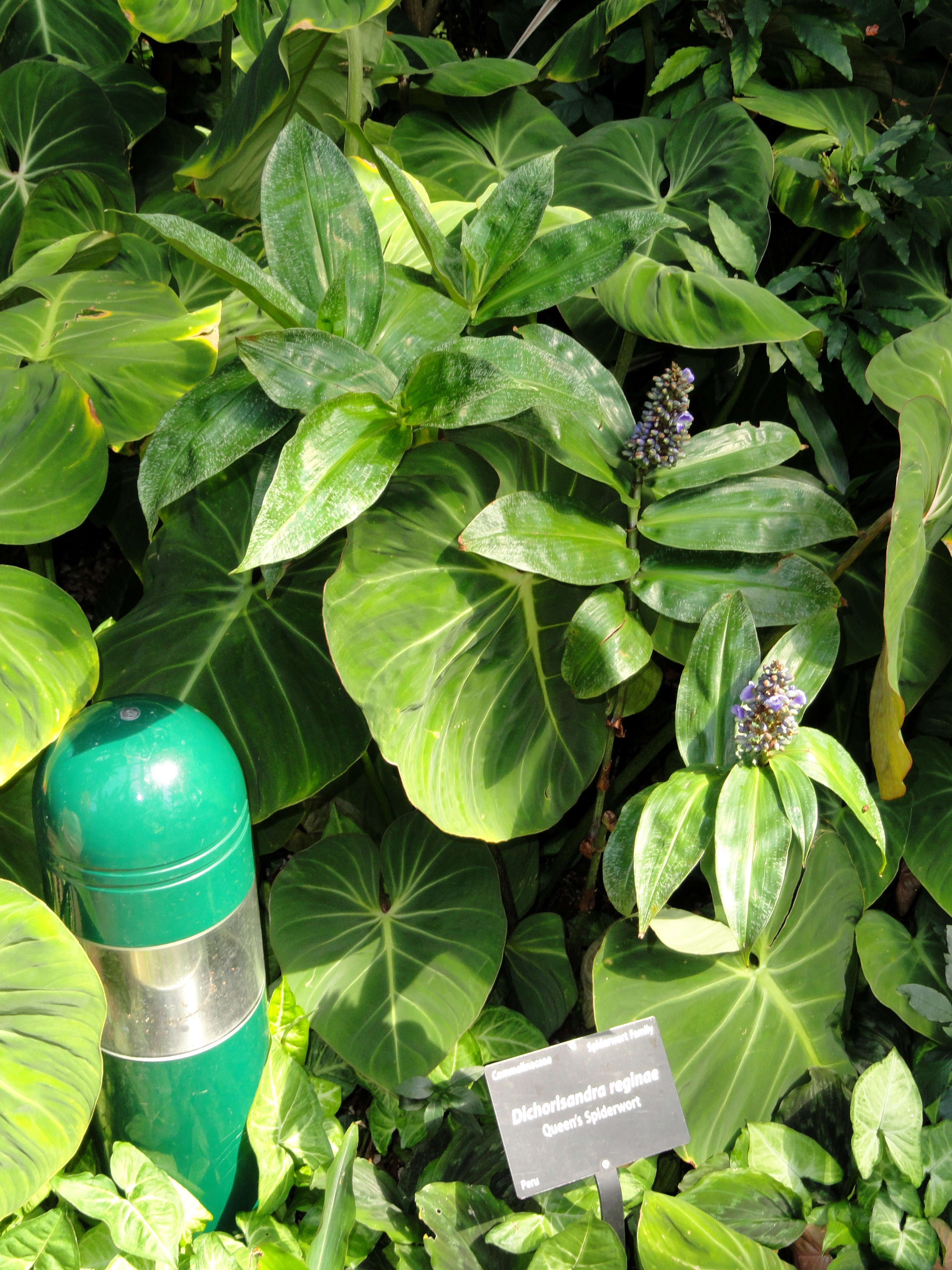
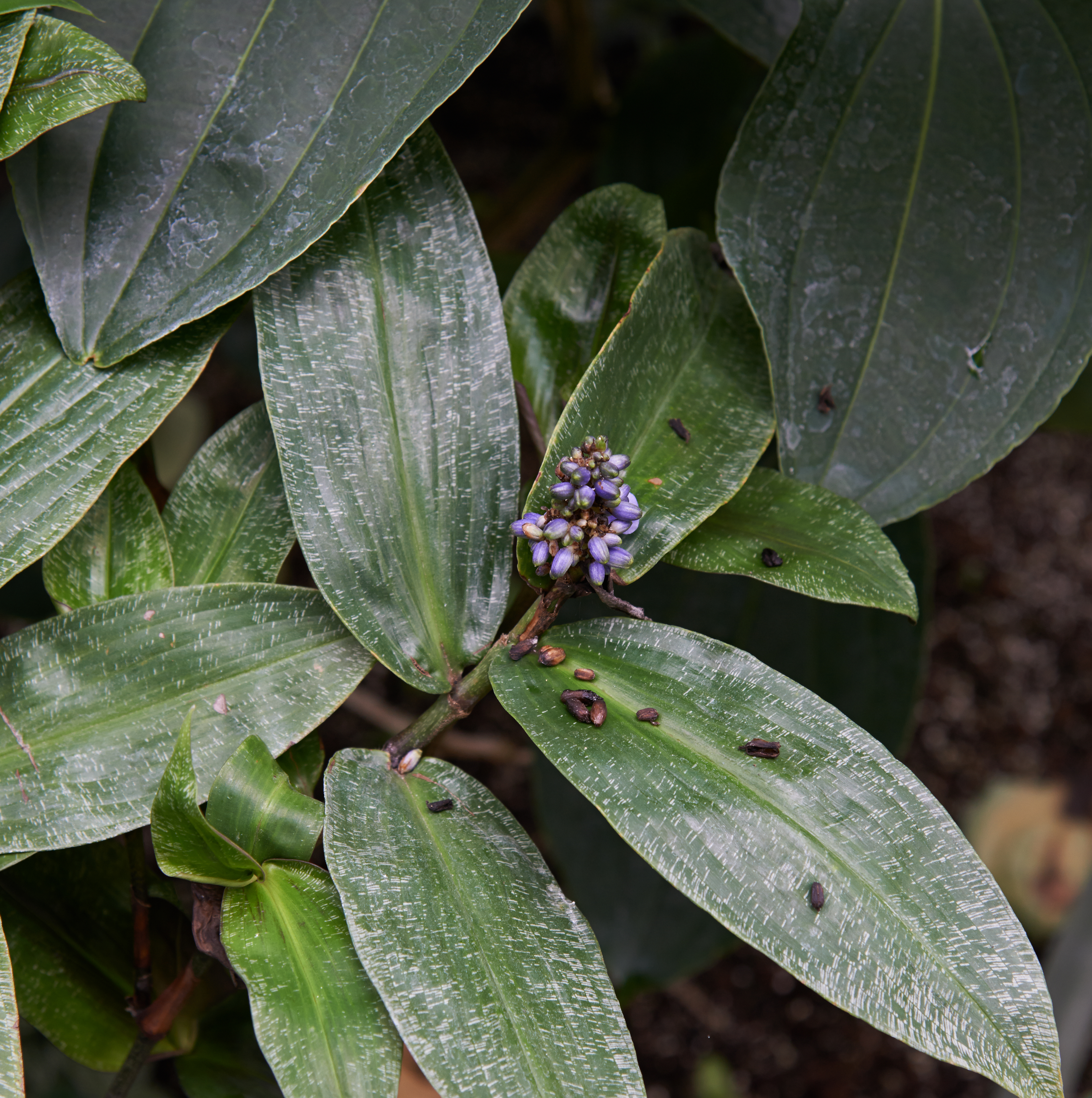
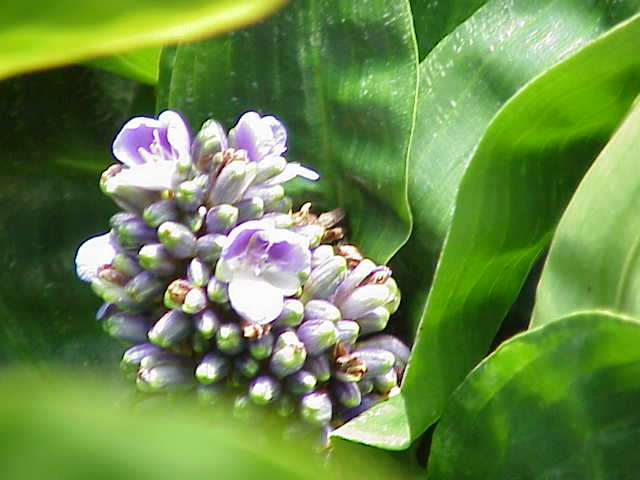
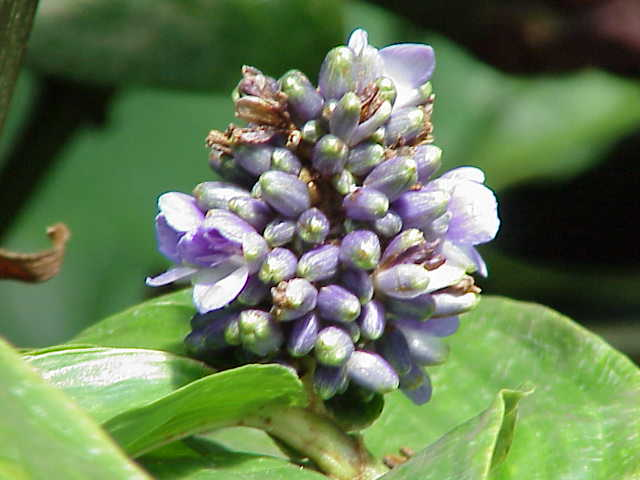
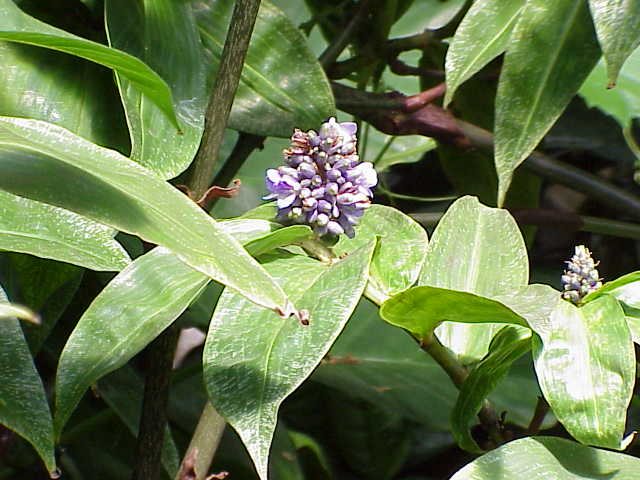